# 埃莱娜·贝尔托基
埃莱娜·贝尔托基（義大利語：Elena Bertocchi，1994年9月19日—），意大利女子跳水运动员。她曾代表意大利参加世界游泳锦标赛，获得一枚铜牌。她也曾参加2020年夏季奥林匹克运动会。